# Shirley Horn
Shirley Horn (Washington, 1º maggio 1934 – Washington, 20 ottobre 2005) è stata una cantante e pianista di jazz statunitense.
Shirley Horn fu una virtuosa del pianoforte fin dalla sua infanzia. Divenne cantante a 17 anni, e registrò il suo primo album di jazz nel 1960 per una piccola etichetta, la Stere-o-craft. Sospese l'attività durante gli anni '70 e '80 per crescere sua figlia, ritornando sulla scena internazionale nel 1987. Shirley Horn, ha mantenuto la stessa sezione ritmica per venticinque anni: Charles Ables (contrabbasso) e Steve Williams (batteria). - L'importanza del bassista Charles Ables e del batterista Steve Williams per la cantante pianista Shirley Horn - è evidenziata a più riprese da numerosi critici, tra cui Don Heckman che sul Los Angeles Times, il 26 febbraio 2004, scrisse: «lavorando con estrema cura, seguendo ogni sua sottile e inattesa improvvisazione, i due risultano essere gli accompagnatori ideali di un'artista che non tollera chiaramente nulla che non sia la perfezione ».
Ottenne nel 1999 il Grammy Award della migliore prestazione vocale per il suo album I Remember Miles. Il disco è un omaggio a Miles Davis, scopritore della Horn nel 1960.

## Discografia
- 1960 - The Real Thing
- 1960 - Where are you going
- 1961 - Live at the Village Vanguard
- 1961 - Embers and Ashes
- 1963 - Shirley Horn with horns
- 1963 - Loads of love
- 1965 - Travelin' Light
- 1978 - A Lazy Afternoon
- 1981 - All Night Long
- 1981 - Violets for Your Furs
- 1984 - Garden of the Blues
- 1987 - Softly
- 1987 - I Thought about you
- 1988 - Close Enough for Love ( CD : Verve 837-933-2 )
- 1990 - You Won't Forget Me
- 1991 - Shirley Horn with Strings
- 1992 - Here's to Life, Verve
- 1992 - I Love You, Paris
- 1993 - Light out of Darkness ( CD: Verve 519-703-2 )
- 1995 - The Main Ingredient
- 1997 - Loving You
- 1998 - I Remember Miles
- 1998 - Round Midnight
- 1999 - Ultimate Shirle Horn
- 1999 - Quiet Now: Come a Little Closer
- 2001 - You're My Thrill
- 2003 - May the Music never end
- 2005 - The best of Shirley Horn on Verve
- 2008 - Live at the 1994 Monterey Jazz Festival
- 2016 - Live at the 4 Queens

### Con altri artisti
- 1960: Stuff Smith - Cat on a Hot Fiddle
- 1968: Quincy Jones - For Love of Ivy (Soundtrack)
- 1989: Joe Williams - In Good Company
- 1991: Carmen McRae - Sarah: Dedicated to You
- 1991: Toots Thielemans - For My Lady
- 1995: Benny Carter - Benny Carter Songbook (1995)
- 1995: Jeffery Smith - Ramona
- 1996-2000: Benny Golson - One Day, Forever
- 1997: Oscar Peterson - A Tribute to Oscar Peterson – Live at the Town Hall
- 1999: Charlie Haden - The Art of the Song
- 2001: Bill Charlap - Stardust
- 2001: Clark Terry Quintet - Live on QE2
- 2006: Marian McPartland's Piano Jazz with Guest Shirley Horn